# Гот-Спрінгс (Північна Кароліна)
Гот-Спрінгс (англ. Hot Springs) — місто (англ. town) в США, в окрузі Медісон штату Північна Кароліна. Населення — 520 осіб (2020).

## Географія
Гот-Спрінгс розташований за координатами 35°53′34″ пн. ш. 82°49′45″ зх. д. / 35.89278° пн. ш. 82.82917° зх. д. (35.892729, -82.829225).  За даними Бюро перепису населення США в 2010 році місто мало площу 8,79 км², з яких 8,11 км² — суходіл та 0,69 км² — водойми.

## Демографія
Згідно з переписом 2010 року, у місті мешкало 560 осіб у 256 домогосподарствах у складі 147 родин. Густота населення становила 64 особи/км².  Було 361 помешкання (41/км²).
Расовий склад населення:
| - 97,9 % — білих - 0,2 % — чорних або афроамериканців |

До двох чи більше рас належало 1,6 %. Частка іспаномовних становила 2,3 % від усіх жителів.
За віковим діапазоном населення розподілялося таким чином: 23,6 % — особи молодші 18 років, 55,5 % — особи у віці 18—64 років, 20,9 % — особи у віці 65 років та старші. Медіана віку мешканця становила 44,0 року. На 100 осіб жіночої статі у місті припадало 102,2 чоловіків;  на 100 жінок у віці від 18 років та старших — 94,5 чоловіків також старших 18 років.
Медіана доходів становила 41 528 доларів для чоловіків та 32 083 долари для жінок. За межею бідності перебувало 28,1 % осіб, у тому числі 67,3 % дітей у віці до 18 років та 11,1 % осіб у віці 65 років та старших.
Цивільне працевлаштоване населення становило 195 осіб. Основні галузі зайнятості: мистецтво, розваги та відпочинок — 21,5 %, виробництво — 17,4 %, роздрібна торгівля — 15,9 %, освіта, охорона здоров'я та соціальна допомога — 14,9 %.